# Homoneura lushanica
Homoneura lushanica är en tvåvingeart som beskrevs av Papp 1984. Homoneura lushanica ingår i släktet Homoneura och familjen lövflugor. Inga underarter finns listade i Catalogue of Life.